# Przejażdżka z przyjemnością i nie bez morału
Przejażdżka z przyjemnością i nie bez morału (oryg. ros. Прогулка с удовольствием и не без морали) – opowiadanie Tarasa Szewczenki napisane w czasie uwięzienia twórcy w Twierdzy Pietropawłowskiej, w języku rosyjskim.

## Okoliczności powstania utworu
W marcu 1847 Taras Szewczenko został uwięziony za działalność w Bractwie Cyryla i Metodego, następnie zaś skazany na wcielenie do karnego korpusu orenburskiego w stopniu szeregowego oraz dodatkowy zakaz rysunku i pisania. Zakaz ten uchylony został dopiero po kilku latach. W okresie przymusowej służby, równającej się uwięzieniu, Szewczenko napisał w języku rosyjskim jedenaście opowiadań, z których znanych jest dziewięć, podpisując je jako dzieła Kobziarza Darmograja. Przyczyną wyboru języka rosyjskiego w miejsce ukraińskiego, w którym dotąd tworzył Szewczenko, była nadzieja łatwiejszego znalezienia wydawcy.
Pierwszą redakcję opowiadania Szewczenko stworzył między 1856 (w listopadzie tego roku ukończył prace nad pierwszą częścią) a kwietniem 1857. Wersja druga oraz ostateczny tytuł utworu powstała w 1858 w Niżnym Nowogrodzie. Był to ostatni w życiu Szewczenki utwór napisany prozą. Decydującą inspiracją dla autora była historia marynarza, który w nagrodę za odwagę prosił o zwolnienie siostry z poddaństwa, którą pisarz przeczytał w piśmie Morskij zbornik w 1855. W dziele autor opisał również epizody zauważone w czasie własnych podróży po Ukrainie.

## Treść
Narrator utworu, malarz i pisarz Darmohraj, posiadający wyraźne cechy autobiograficzne, udaje się z wizytą do swojej rodziny na wieś. W drodze, w jednej z karczm, przypadkowo zdobywa egzemplarz pisma Przegląd Morski. Jeden z artykułów pisma opisuje postępowanie marynarzy, uczestników obrony Sewastopola w czasie wojny krymskiej, którzy wskutek odniesionych ran musieli odejść ze służby, mogli natomiast wybrać dla siebie dowolną nagrodę. Narratorowi szczególnie zapada w pamięć decyzja tego z nich, który poprosił o zwolnienie swojej siostry z poddaństwa. Postanawia na kanwie tego epizodu napisać ku czci marynarza poemat. Równocześnie w czasie kolejnych postojów bohater zauważa przemieszczającą się w tym samym, co on, kierunku – karetę, którą podróżuje piękna młoda kobieta w towarzystwie starej, nieokrzesanej opiekunki. Postanawia dowiedzieć się, kim jest nieznajoma, zamiar ten jednak kończy się niepowodzeniem.
Po dotarciu do celu narrator dowiaduje się, iż planowane jest wesele miejscowego dziedzica, Kurnatowskiego, z chłopką Ołeną Oberemenko. Okazuje się, iż jest to właśnie siostra marynarza, o którym czytał bohater – zamiast oficjalnie zwolnić swoją poddaną, jej właściciel wolał zawrzeć z nią związek małżeński z powodu jej młodości i urody. Przekonuje się również, iż Kurnatowski jest podstarzałym rozpustnikiem, zaś swoją żonę umieścił pod kontrolą starej karmelitanki Doroty. Wreszcie rozpoznaje Ołenę w dziewczynie, którą spotkał na drodze w karecie. Dzięki jej przychylnemu stosunkowi do siebie może zapoznać się z miejscową ludnością – ukraińskimi chłopami i zruszczoną niemiecką rodziną Prechtelów, z którą się zaprzyjaźnia. W finale utworu, już po wyjeździe z miejscowości, dowiaduje się, iż Kurnatowski, ślepo zakochany w Ołenie, porzucił dotychczasowy tryb życia, spełnia wszystkie jej życzenia i stał się bardziej ludzki dla swoich chłopów, kobieta zaprzyjaźniła się z córką Prechtelów, Dorota zaś zmarła po ciężkiej chorobie; wszyscy żyją w zgodzie i szczęściu.

## Cechy utworu
Przejażdżka z przyjemnością i nie bez morału jest kolejnym w dorobku Szewczenki utworem poruszającym problem poddaństwa i relacji między ukraińskim chłopstwem a szlachtą. Mimo zawartej w nim krytyki społecznej, utwór zawiera elementy idylli chłopskiej, czego wyrazem jest opis rodziny Prechtelów, żyjącej z własnej pracy i czerpiącej z niej radość oraz prezentacja przyjacielskich stosunków panujących wśród chłopów, zdolnych następnie przyczynić się do pozytywnej przemiany pana. Jerzy Jędrzejewicz wskazuje trzy przyczyny takiego przedstawienia wsi ukraińskiej, różnego od obrazu znanego z innych dzieł Szewczenki: nostalgię autora za utraconą ojczyzną, jego idee społecznikowskie oraz chęć stworzenia utworu możliwego do przyjęcia przez carską cenzurę, który mógłby być wydrukowany w prasie rosyjskiej. Całość tekstu utrzymana jest w tonie gawędziarskim, z wyraźnią nostalgią, momentami również ironią. Ważną częścią utworu są pełne zachwytu opisy ukraińskiej przyrody.

## Recepcja i publikacja
Opowiadania Szewczenki pisane w języku rosyjskim, w tym Przejażdżka..., zostały nieprzychylnie przyjęte przez współczesnych mu twórców ukraińskich właśnie z powodu języka tekstu. Z kolei zaprzyjaźnieni z autorem pisarze rosyjscy, w tym Sergiusz Aksakow, któremu Szewczenko zadedykował opowiadanie, skrytykowali je za „plebejski charakter”.
Wbrew nadziejom autora na szybką publikację dzieła, zostało ono pierwszy raz wydane pośmiertnie, w 1881 we fragmentach w piśmie rosyjskim „Trud”, zaś w całości w magazynie „Kijewskaja starina” w 1887.